# Garantifonden for Indskydere og Investorer
Garantifonden for Indskydere og Investorer (også kaldet GII og tidligere Indskydergarantifonden) var en privat, selvejende institution, der indenfor visse grænser skulle sikre kunder i pengeinstitutter (banker og sparekasser), realkreditinstitutter og fondsmæglerselskaber mod tab, hvis et af de nævnte institutter gik i betalingsstandsning eller konkurs (populært kaldet en indskydergaranti).
Derudover havde den danske stat udstedt en 2-årig garanti, der løb fra 6. oktober 2008 til og med den 30. september 2010, for alle indlån i danske pengeinstitutter. Garantien administreres af Det Private Beredskab.
Fonden blev administreret af Nationalbanken. 
Pr. 1. juni 2015  blev fonden nedlagt og fondens formue og opgave med at sikre kunderne mod konkurser blev overtaget af Finansiel Stabilitet, hvor formuen/ordningen nu har navnet "Garantiformuen".

## Lovgrundlag
GII blev oprettet ved lov, og med fondes dagældende lovgrundlag skulle fonden dække følgende:
- Kontante indlån blev dækket op til 750.000 kr. pr. indskyder.
- Visse særlige indlån som fx indekskonti, kapitalpensionskonti, selvpensioneringskonti, ratepensionskonti, børneopsparingskonti, boligopsparingskonti, uddannelsesopsparingskonti og etableringskonti blev dækket fuldt ud. Det samme var gældende, hvis man ved køb af fast ejendom havde deponeret indskud af købesum og provenu af realkreditlån inden for de sidste 9 måneder jf. købsaftalen.
- Værdipapirer i individuelt depot blev som hovedregel udleveret direkte fra konkursboet, og kunne dette ikke lade sig gøre dækkede fonden op til tab 20.000 euro (ca. 150 tkr.) pr. investor.
- Fra 1. oktober 2010 blev satsen for dækning dog hævet til 100.000 euro i forbindelse med udløbet af Bankpakke 1.

## Garanti for banker
Fra 1994 havde fonden mulighed for at tilføre midler og stille garantier for at hjælpe et nødlidende pengeinstitut i forbindelse med en afvikling af instituttet. Pga. at det kunne være i modstrid med EU-reglerne om statsstøtte eller konkurrenceforvridning, blev denne mulighed fjernet i 2007. I stedet blev der i loven hjemlet mulighed for etablering af et privat beredskab.
Beredskabet var ikke klar, da BankTrelleborg fik problemer i 2008. Beredskabet blev efterfølgende etableret under navnet Det Private Beredskab til Afvikling af Nødlidende Banker, Sparekasser og Andelskasser og første "kunde" var Roskilde Bank. GII var derfor ikke været involveret i Det Private Beredskabs overtagelser af banker.

## Eksempler på institutter mv. hvor fonden har dækket tab
- Lannung & Co. Bankaktieselskab, der blev erklæret konkurs i 1992.
- C & G Banken A/S, der blev erklæret konkurs i 1988.
- Rasmussen & Büchler Fondsmæglerselskab A/S, der blev erklæret konkurs i 1999.
- Samson Bankieraktieselskab, der gik konkurs i 1995.